# Raffaëla Paton
Raffaëla Paton (Amsterdam, 1 juni 1983) is een Nederlandse zangeres en winnares van de derde editie van de talentenjacht Idols. Daarnaast maakte Paton deel uit van de meidengroep Monroe. In 2010 deed Paton mee aan de talentenjacht The voice of Holland en in 2012 aan het Nationaal Songfestival 2012.

## Muzikale loopbaan

### 2004-2006: Popstars en Idols
In 2004 deed Paton mee aan het programma Popstars: the Rivals, waar ze in de tweede ronde het programma moest verlaten. In 2005 deed ze mee aan de derde editie van Idols. Op 31 januari 2006, nog tijdens de loop van het programma Idols, maakte ze bekend dat ze zwanger was van haar eerste kind. De vader was haar vriend, Paul van der Vlugt uit Emmen, die ze op dat moment vier maanden kende. Dit leverde haar felle kritiek op van jurylid Smits, die twijfelde aan haar professionaliteit. Op 11 maart 2006 won Paton echter toch de finale van het programma door met 58% van de stemmen Floortje Smit uit Almere te verslaan.

### 2006-2010: Na Idols en Monroe
Begin juni 2006 nam Paton met Paul de Leeuw een duet op, het lied Mijn houten hart van De Poema's. Paton en De Leeuw zongen deze single ook al eerder bij het programma Mooi! Weer De Leeuw. Vlak voor de zomer was het de bedoeling dat Paton het nummer Eeuwig & Altijd uitbracht, maar door de zwangerschap werd dit geannuleerd tot na haar bevalling. Na de bevalling krijgt Paton echter een postnatale depressie en werd het stil rondom Paton. Pas in 2008 gaf Paton tijdens de eerste liveshow van het vierde seizoen van Idols weer een optreden. Ze bracht hier haar nieuwste nummer "The Break Up Song" ten gehore dat vervolgens nooit is uitgebracht.
Op 5 mei 2008 maakte haar manager bekend dat Paton haar opwachting zou maken in een nieuw te vormen meidengroep. Dit werd de meidengroep Monroe die in 2010 alweer uit elkaar ging. De meiden brachten één single uit en waren te zien in één aflevering van Kinderen geen bezwaar.

### 2010-2011: The voice of Holland
In 2010 doet ze mee aan een nieuwe talentshow, getiteld The voice of Holland. Hiermee hoopt ze 'herontdekt' te worden en om te kunnen groeien als zangeres. Jeroen van der Boom werd haar coach. Raffaëla schopte het tot de zesde liveshow. Na haar vertrek kwam er wat ophef rondom Paton en diens coach Van der Boom. Paton bekritiseerde de keuze van haar coach. Van der Boom vond de zangeres te onprofessioneel en daarom werd ze geëlimineerd. Paton vond dit zelf een belachelijke reden en vond Van der Boom door deze opmerking zelf onprofessioneel. Ze stelde dat Van der Boom te veel z'n focus legde op zijn favoriet, waardoor zijn andere acts niet de aandacht kregen die ze hoorden te krijgen. Raffaëla moest het in haar laatste liveshow afleggen tegen Meike van der Veer, die van alle juryleden, inclusief Jeroen van den Boom, de beste kritieken kreeg.

### 2011-heden: Na The voice of Holland en iDANCE
Producer Eric van Tijn dook opnieuw met Raffaëla de studio's in voor een nummer dat als uithangbord wordt gebruikt voor de Eurogames 2011. Ze werkt voor dit nummer samen met iDANCE een coverband die voornamelijk optreden met nummers van artiesten als David Guetta, The Black Eyed Peas en Fedde Le Grand. De samenwerking beviel zo goed dat Paton de vaste zangeres van de band werd.
Op 5 januari 2012 maakte Radio 2 bekend dat Paton een van de zes deelnemers is die geselecteerd is uit 491 opgegeven liedjes voor het Nationaal Songfestival 2012. Paton nam het in het eerste duel met haar nummer Chocolatte op tegen de latere winnares Joan Franka. Ze kreeg 44 van de 97 stemmen en werd hier uitgeschakeld. Het nummer kwam in de week na het Nationaal Songfestival binnen in de Nederlandse Itunes chart op plaats 12 en in de Nederlandse Single Top 100 op nr. 22, waarin het een week genoteerd stond. In 2013 won Paton het programma De beste zangers van Nederland. In het theaterseizoen 2016/2017 maakte ze haar musicaldebuut in de musical Hair.

## Persoonlijk leven
Paton verhuisde op jeugdige leeftijd naar Assen. Ze zat daar ook op het Dr. Nassaucollege Penta om haar vmbo-diploma te halen. Haar moeder was een bekend zangeres in Suriname. Bovendien was Raffaëla een nicht van de inmiddels overleden zanger-producent Humphrey Campbell, de ex-vriend van Ruth Jacott. Paton is opgegroeid als lid van de Jehova's getuigen, maar bekeerde toen ze twaalf jaar was. Paton liet zich dopen en beloofde daarmee eeuwige trouw aan de kerk. Toen Paton ontdekte dat haar moeder het geloof boven haar kinderen verkoos, brak ze met haar.
In 2006 kreeg Paton een dochter met haar vriend. Op 22 maart 2007 werd er een pasgeboren ringstaartmaki in het Dierenpark Emmen naar haar vernoemd. Op 8 april 2007 deed Paton op 24-jarige leeftijd mee met het nationale verkeersexamen en behaalde ze haar rijbewijs. Haar theorie-examen behaalde zij met 4 fouten.
Later opende Paton samen met haar vriend een café in Sneek, genaamd Café De Kletser. In 2008 werd dit pand echter door een grote brand verwoest. In 2010 werd het heropend door presentatrice Manon Thomas, onder de oude naam Café de Sneker Pan. Begin 2009 gingen Paton en haar vriend uit elkaar. Daarna had ze een relatie met een vrouw en maakte in mei 2011 bekend biseksueel te zijn. In januari 2012 maakte Paton bekend inmiddels weer terug te zijn bij de vader van hun dochter.
Tegenwoordig woont zij in Utrecht.

## Discografie

### Albums
| Album met eventuele hitnotering(en) in de Nederlandse Album Top 100 | Datum van verschijnen | Datum van binnenkomst | Hoogste positie | Aantal weken | Opmerkingen |
| ------------------------------------------------------------------- | --------------------- | --------------------- | --------------- | ------------ | ----------- |
| Raffaëla                                                            | 21-04-2006            | 29-04-2006            | 1(1wk)          | 15           | Platina     |

### Singles
| Single met eventuele hitnotering(en) in de Nederlandse Top 40 | Datum van verschijnen | Datum van binnenkomst | Hoogste positie | Aantal weken | Opmerkingen                                     |
| ------------------------------------------------------------- | --------------------- | --------------------- | --------------- | ------------ | ----------------------------------------------- |
| Right here right now                                          | 17-03-2006            | 25-03-2006            | 1(5wk)          | 10           | Nr. 1 in de Single Top 100                      |
| Mijn houten hart                                              | 08-05-2006            | 03-06-2006            | tip4            | -            | met Paul de Leeuw / Nr. 18 in de Single Top 100 |
| Chocolatte                                                    | 26-02-2012            | -                     |                 |              | Nr. 22 in de Single Top 100                     |
| Ik hou van dit land                                           | 01-02-2013            | -                     |                 |              | Nr. 100 in de Single Top 100                    |

### Onuitgebrachte singles
- Hallo wereld (2007)
- The Break Up Song (2008)
- I Don't Want You Back (2009)